# Économie de l'Océanie

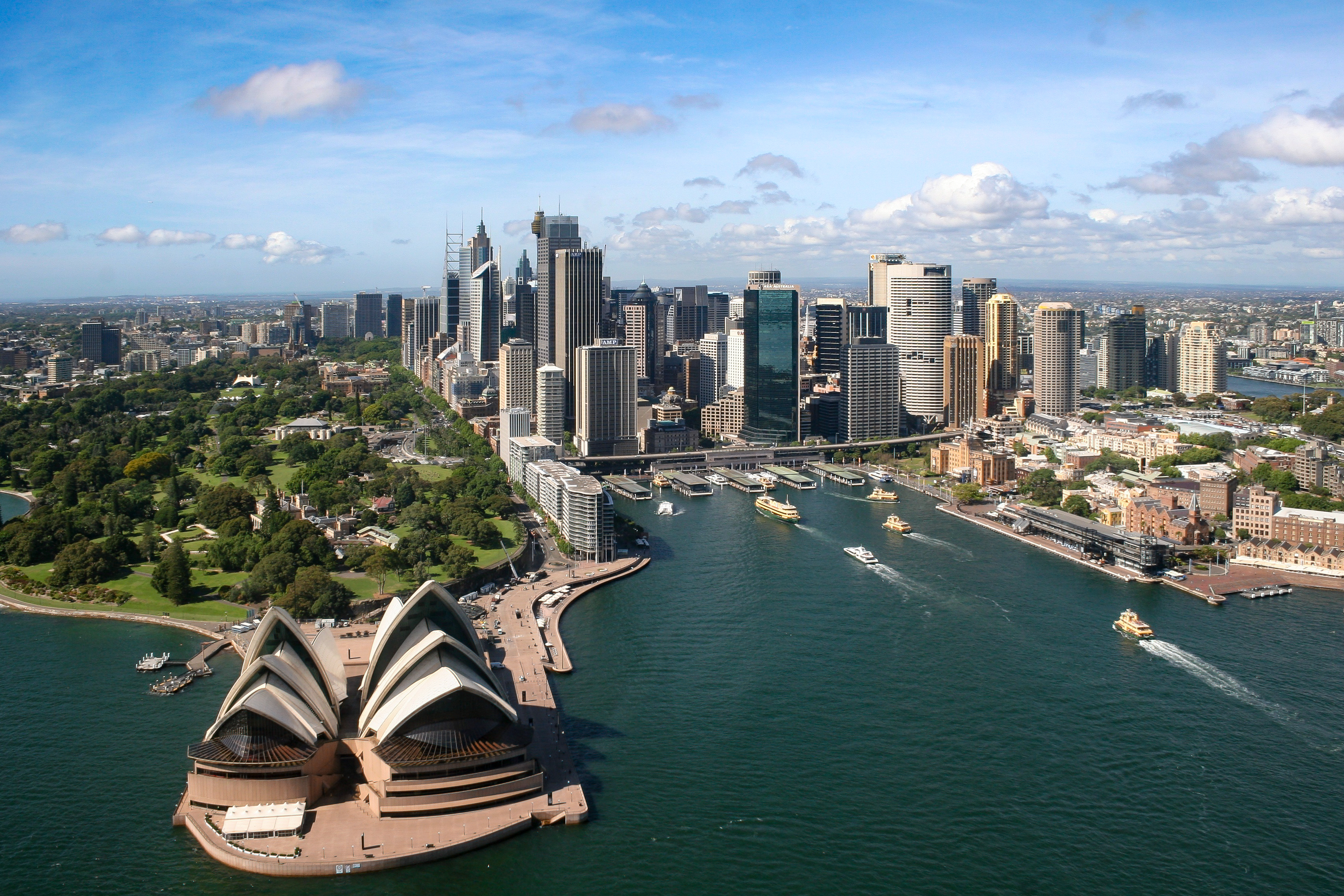
La ligne d'horizon du quartier central des affaires de Sydney, en Australie. Sydney est la ville la plus peuplée d'Océanie et l'une des deux seules villes mondiales Alpha de la région.

L’économie de l'Océanie concerne l'économie de 30 pays et territoires aux situations politiques, géographiques et économiques variées.
Acteurs économiques majeurs de la zone, l’Australie et la Nouvelle-Zélande font partie des pays développés. Ils sont exportateurs, entre autres, de matières premières et commercent avec l’Asie de l'Est et les pays d’Amérique.
Les autres pays de l’Océanie, qui dépassent rarement une « taille critique »[Quoi ?] pour peser, sont moins intégrés économiquement au reste du monde. L'agriculture, la pêche et l'élevage sont des activités pratiquées dans de nombreuses îles du Pacifique.
Les territoires non indépendants répondent à des caractéristiques identiques (peu d'intégration économique), à l'exception toutefois des îles Hawaï, dont l'économie est intégrée à l'ensemble nord américain, et de la Nouvelle-Calédonie, en raison de ses richesses en minerais (nickel), occasionnant une activité industrielle inédite dans les îles océaniennes et un PIB par habitant assez élevé.

## Description économique par zone

### Australie et Nouvelle-Zélande
Les économies de l'Australie et de la Nouvelle-Zélande sont les poids lourds économiques de l’Océanie. Les relations commerciales avec les pays européens et les États-Unis sont importantes (importations de biens manufacturés, exportations de matières premières). Depuis le début du XXIe siècle, les relations avec l’Asie de l'Est et l’Asie du Sud-Est se renforcent.

### Mélanésie
L’économie de la Papouasie-Nouvelle-Guinée, et celle du reste de la Nouvelle-Guinée (Papouasie et Papouasie occidentale, qui appartiennent à l’Indonésie), sont grevées par un relief accidenté et un manque d’infrastructures ; la production est essentiellement agricole.
La Nouvelle-Calédonie, autre archipel de la Mélanésie, fait exception par ses richesses en divers minerais (dont le nickel), occasionnant une activité industrielle sans équivalent en Océanie insulaire et des exportations vers les pays développés. Voir à ce titre : Économie de la Nouvelle-Calédonie

### Pacifique insulaire
Les économies des îles du Pacifique faisant partie de l’Océanie dépendent essentiellement du tourisme et de la pêche.
Voir par exemple
- Économie de la Polynésie française
- Économie des Fidji
- Économie des Samoa
- Économie de Niue
- Économie de Wallis-et-Futuna